# Napeanthus
Napeanthus es un género con 23 especies de plantas herbáceas  perteneciente a la familia Gesneriaceae. Es originario de América.

## Descripción
Son hierbas perennifolias con rizomas. Tallos cortos, decumbentes, con raíces en los nodos, o ± ausentes. Las hojas son opuestas, con pecíolo corto o inexistente, sésiles unidas por una línea a lo largo del tallo, la lámina es membranosa a papirácea y seca, lineal -lanceolada a oblongo- espatulada, por lo general algo encorvada. Casi entera o crenado- serrada hacia el ápice. La inflorescencia es axilar en cimas con 1 - a muchas flores, pedunculadas, a  racemosa -paniculada; con pedúnculos y pedicelos delgados. Flores actinomorfas a zigomorfas. Sépalos connados en la base para formar un cáliz campanulado. Corola de color blanco a azul, rosa o lila. El fruto es una cápsula incluida en el cáliz persistente, oblonga, ovoide o globosa, con 2 - o 4- válvas, las válvas no persisten después de la dehiscencia.

## Distribución y hábitat
Se distribuyen por los neotrópicos, donde se encuentra bajo la hierba del bosque, creciendo en la sombra, en lugares húmedos y en las rocas cubiertas de musgo. 

## Etimología
El nombre del género deriva de las palabras griegas ναπος, εος, Ñapos,  eos = bosque, bosque abierto, y ανθος,  anthos = flor, "Flor del valle boscoso ". 

## Especies
| - Napeanthus andina - Napeanthus andinus - Napeanthus apodemus - Napeanthus bicolor - Napeanthus bracteatus - Napeanthus brasiliensis - Napeanthus bullatus - Napeanthus costaricensis - Napeanthus ecuadorensis - Napeanthus ecuadoriensis - Napeanthus jelskii | - Napeanthus loretensis - Napeanthus macrostoma - Napeanthus primulifolius - Napeanthus primulinus - Napeanthus reitzii - Napeanthus repens - Napeanthus rigidus - Napeanthus riparius - Napeanthus robustus - Napeanthus saxicola - Napeanthus spathulatus - Napeanthus subacaulis |